# Der Mann von der Insel Man
Der Mann von der Insel Man ist ein britisches Liebesdrama von Alfred Hitchcock aus dem Jahr 1929. The Manxman, wie der Stummfilm im Original heißt, basiert auf dem gleichnamigen Roman des Autors Hall Caine, der selbst von der Isle of Man stammte, auf der die Handlung des Romans und des Films angesiedelt ist.

## Handlung
Der einfache Fischer Pete und der gebildete Anwalt Philip sind Freunde seit Kindertagen, verlieben sich aber in die gleiche Frau namens Kate. Als Petes Heiratsantrag seiner Armut wegen von Kates Vater abgelehnt wird, verlässt Pete die Insel, um in der Ferne zu Geld zu kommen. Bald jedoch gilt er als tot. Daraufhin gestehen sich Kate und Philip ihre gegenseitige Liebe und stürmische Leidenschaft. Als Pete jedoch wohlbehalten zurückkehrt, sieht sich Kate gezwungen, ihn zu heiraten und bekommt ein Kind, das jedoch von Philip ist. Da sie diesen immer noch liebt, plant sie, mit ihm zu fliehen. Philip, der zu dieser Zeit zum Deemster der Insel ernannt wird, weigert sich jedoch, mit ihr zu gehen. Die verzweifelte Kate versucht, sich das Leben zu nehmen. Als sie überlebt, wird sie vor Gericht gestellt, denn Selbstmord ist auf Man verboten. Der Zufall will es, dass ein Inselbrauch Philip ausgerechnet bei diesem Prozess gegen sie zu ihrem Richter macht. Er beabsichtigt, dafür zu sorgen, dass Kate wieder zu Pete zurückkehrt, doch kommt bei dem Prozess ihr Verhältnis ans Licht. Kate und Philip verlassen mit dem gemeinsamen Kind die Insel.

## Hintergrund
Der Mann von der Insel Man ist Hitchcocks letzter Stummfilm. Die Außenaufnahmen wurden nicht auf der Isle of Man, sondern in Cornwall gedreht.
Anny Ondra gilt als die erste Blondine in einem Hitchcockfilm, die erste Vertreterin jenes Frauentyps, den Hitchcock vor allem in seinen Hollywood-Filmen meist bevorzugte. Sie und Hitchcock verstanden sich persönlich gut und sie spielte eine weitere Hauptrolle in Hitchcocks erstem Tonfilm Erpressung. Der Darsteller des Fischers Pete, Carl Brisson, hatte bereits 1927 die Hauptrolle im 1927 gedrehten Film Hitchcocks Der Weltmeister. Malcolm Keen war ebenfalls 1927 in den Hitchcock-Filmen Der Bergadler und Der Mieter aufgetreten. Clare Greet, die in Der Mann von der Insel Man die Mutter von Kate spielt, war in insgesamt fünf Filmen Hitchcocks zu sehen, außerdem in: Der Weltmeister, Mord – Sir John greift ein!, Sabotage und Riff-Piraten.
Der später als Regisseur berühmt gewordene Michael Powell war an diesem Film als Fotograf von Standbildern beteiligt.

## Kritiken
Die Filmzeitschrift Bioscope schrieb am 23. Januar 1929 von einem Werk von „bemerkenswerter Kraft und fesselndem Charakter“. (in: Donald Spoto: Alfred Hitchcock – Die dunkle Seite der Macht)

### Einschätzung Hitchcocks
Hitchcock selbst meinte 1962 im Gespräch mit François Truffaut: „Das einzig Interessante an The Manxman ist, dass es mein letzter Stummfilm war. (…) Der Film war sehr banal und völlig humorlos (…) Das ist kein Hitchcockfilm.“ (in Mr. Hitchcock, wie haben Sie das gemacht?)